# ヘリウム二量体
ヘリウム二量体(ヘリウムにりょうたい、helium dimer)は、2つのヘリウム原子から構成される分子式He2のファンデルワールス分子である。2つの原子からなる二原子分子の中では最も大きい。結合力は弱く、分子が大きく回転したり振動したりすると分解するため、極低温でのみ存在できる。
2つの励起したヘリウム原子は、エキシマと呼ばれる結合も形成する。この状態は、1912年に初めて見られたヘリウムのスペクトルのバンドから発見された。He2*と表記し、*は励起状態を示す。初めて知られたリュードベリ分子である。
正味電荷が-1、+1、+2の様々な二ヘリウムイオンも存在する。2つのヘリウム原子は、フラーレンの檻の中に結合せずに一緒に閉じ込められることができる。

## 分子
分子軌道法に基づくと、原子間の化学結合は形成できずHe2は存在しないはずである。しかし、液体ヘリウムの存在で見られるように、ヘリウム原子間にはファンデルワールス力が存在し、ある原子間距離の範囲で引力が斥力を上回る。そのため、ファンデルワールス力で結合した2つのヘリウム原子からなる分子が存在しうる。この分子の存在は1928年にJohn Clarke Slaterにより提唱された。
He2は、5200 pmという結合長の長さのため、基底状態で既知の最も大きな二原子分子である。結合エネルギーはわずか1.3 mK（10-7eV、1.1×10-5 kcal/mol、150nano eV）であり、水素分子の共有結合と比べて結合の強さは5000倍弱い。
63.86 eVのエネルギーの単一光子により、二量体の両方のヘリウム原子がイオン化されうる。これは、光子が1つの原子から1つの電子を放出させ、その電子がもう一方のヘリウム原子と衝突してイオン化させるためと説明されている。2つのヘリウム陽イオンは反発し、同じ速度で反対方向に飛んでいく。

## 形成
ヘリウムガスのビームがノズルを通って拡張し冷却されると、少量のヘリウム二量体が形成される。4He3Heと3He3Heは安定した結合状態を持たないため、4Heのみ分子を形成できる。ヘリウムガスビームから形成される二量体の量は、1%の桁である。

## 分子イオン
He2+は、半共有結合で結合する関連イオンである。ヘリウムの放電により生成しうる。電子と再結合し、電気的に励起したHe2(a3Σ+u)エキシマ分子を形成する。どちらの分子もずっと小さく通常の原子間距離の大きさに近い。
ヘリウム二量体の2価陽イオンHe22+は非常に反発力が強く、解離すると835 kJ/molという大きなエネルギーを解放する。イオンの動力学的安定性は、ライナス・ポーリングにより予測されている。33.2 kcal/molのエネルギー障壁がすぐに崩壊するのを防いでいる。このイオンは、水素分子と等電子的である。He22+は、2価の電荷をもちうる最小の分子である。質量分析により検出できる。
負電荷を持つヘリウム二量体He2-は、He22+をセシウム蒸気中に通すことによって、1984年にBae、Coggiola、Petersonによって発見された。その後、H. H. Michelsが理論的にその存在を確認し、He2-の4Πg状態は、He2のa2Σ+u状態に対して束縛されていると結論付けた。計算された電子アフィニティーは、He-[4P-]イオンの0.077 eVに対して、0.233 eVであった。He-は、τ-350 μ秒で長寿命の5/2gとτ-10 μ秒で短寿命の3/2g及び1/2gに崩壊する。4Πg状態は、1σ2g1σu2σg2πu電子配置を持ち、電子アフィニティーは0.18±0.03 eV、寿命は135±15 μ秒である。v=0振動状態だけがその長寿命の原因となっている。
ヘリウム分子陰イオンは、電子により22 eVより高いエネルギーレベルに活性化した液体ヘリウム中でも見られる。

## エキシマ
通常のヘリウム原子では、2つの電子は1s軌道に収まっているが、十分なエネルギーが供給されると、1つの電子が高エネルギー準位に上がる。この高エネルギー電子が価電子、1s軌道に残った電子が内殻電子となる。2つの励起したヘリウム原子が反応し共有結合を形成したものをジヘリウムと呼び、数μ秒から数秒の間存在する。23S状態の励起したヘリウム原子は、最大1時間程度存在でき、アルカリ金属のように反応する。
ジヘリウムの存在の最初の手がかりは、1900年にW. Heuseがヘリウム放電のスペクトルを観察して得られたが、このスペクトルについては情報が公開されなかった。1913年には、ドイツのE. GoldsteinとロンドンのW. E. Curtisが独立してスペクトルの詳細を公表した。Curtisは第一次世界大戦の従軍に召還され、スペクトルの研究はアルフレッド・ファウラーに引き継がれた。ファウラーは、2つのバンドヘッドを持つスペクトルのバンドが主系列と鈍系列の2つの系列に対応することに気付いた。

## 磁気
約75万テスラの非常に強い磁場の下で十分な低い温度であれば、ヘリウム原子は引き合い、線状鎖を形成しうる。この状況は、白色矮星や中性子星の中で起こりうる。磁場が増大すると、結合長と解離エネルギーの両方が大きくなる。

## 利用
ジヘリウムエキシマは、ヘリウム放電ランプの重要な成分である。
また、ジヘリウムイオンは低温プラズマを用いたアンビエントイオン化技術でも用いられる。ヘリウム原子は励起して結合し、ジヘリウムイオンを形成する。He2+は空気中の窒素分子と反応し、N2+を作る。これらのイオンはサンプルの表面と反応し、質量分析に用いられる陽イオンを作る。ヘリウム二量体を含むプラズマを30℃まで冷やすことで、サンプルへの熱ダメージを減らす。

## クラスター
He2は他の原子とファンデルワールス化合物を形成し、24MgHe2や40CaHe2等のより大きなクラスターを形成する。
3つのヘリウム原子のクラスターであるヘリウム三量体(4He3)は、エフィモフ状態と呼ばれる励起状態を取ると予測されていたが、2015年に実験的に確かめられた。

## ケージ
2つのヘリウム原子は、C70フラーレンやC84フラーレン等の大きなフラーレン分子の内部に入ることができ、これらは核磁気共鳴や質量分析によって検出できる。C84は20%、C78は10%、C76は8%のヘリウムを含むことができ、大きな空洞を持つほど多くの原子を取り込めると考えられている。小さな空洞の中で2つのヘリウム原子が接近しても、その間に化学結合は形成されない。C60フラーレンの中に2つのヘリウム原子を閉じ込めた場合のみ、フラーレンの反応性に若干の影響を及ぼすことが予測されている。この効果により、包接されたヘリウム原子から電子が引き抜かれ、小さな正の部分電荷を与えてHe2δ+とする。その効果は、電子を内包ヘリウム原子から引き抜き、それらにわずかに正の部分電荷を与えて、非荷電ヘリウム原子よりも強い結合を有するHe2δ+を生成することである。これは非電荷のヘリウム原子よりも強い結合を持つ。しかし、ペル＝オロフ・レフディンの定義では、ここには結合が存在していることになる。
C60フラーレン内の2つのヘリウム原子は1.979 A、ヘリウム原子からフラーレンまでは2.507 A離れている。電荷移動遷移によって、各々のヘリウム原子に0.11電気素量の電荷が与えられる。He-He対には、少なくとも10振動準位があるはずである。